# Чулгась, Кузьма Афанасьевич
Кузьма Афанасьевич Чулгась (наст. фам. Афанасьев; 27 июня 1907, Третьи Вурманкасы, Цивильский уезд, Казанская губерния — 19 июля 1971, Чебоксары) — чувашский советский писатель, прозаик, переводчик, журналист, редактор. Член Союза писателей СССР (с 1936).

## Биография
Родился в бедной крестьянской семье.
Начальное образование получил в Первостепановской начальной школе Цивильского уезда.
В период учёбы в Цивильской школе второй ступени стал корреспондентом «Трудовой газеты» и газеты «Канаш».  Первые очерки и рассказы К. Чулгася были опубликованы в 1930 г. в разных газетах и журналах. Писал для детей сказки, рассказы и пьесы.
Учился на вечернем отделении института журналистики им. газеты «Правда» в г. Москва. Одновременно работал в редакции центральной чувашской газеты «Чаваш хресченe» («Чувашский крестьянин»). Потом работал и в других газетах: «Коммунизм ялавĕ» («Знамя коммунизма», ныне «Хыпар»),в редакции Чувашского книжного издательства, работал редактором, потом и редактором литературных передач на радио.
В годы Великой Отечественной войны и после работал начальником Главлита по Чувашской АССР. Значился главным литературным цензором Чувашской АССР.
Занимался переводом на чувашский язык произведений Д. Свифта, Д. Мамина-Сибиряка, А. Гайдара, М. Брагина[уточнить], В. Дурова[уточнить], С. А. Ершова[уточнить], М. Водопьянова, И. Кожедуба и других.

## Труды
- «Сунарçă халапĕсем» («Сказки охотника», издавались в 1937, 1944, 1956, 1964, 1973, 2003 гг., в том числе на русском языке)
- «Шăркалчă кăвакал» («Утка-чирок», 1944)
- «Хăвăл каска» («Чурбан», 1968)
- «Кěтÿ ачи» («Пастушок», 1980)
- «Гера»
- «Мишша» («Миша»)
- «Ěмěтсěр кушак аçи» («Жадный кот»)
- «Чаплă хăнасем» («Почётные гости»)